# Le Flic de San Francisco
Pour plus de détails, voir Fiche technique et Distribution.
Le Flic de San Francisco ou Métro au Québec (Metro) est un film américain réalisé par Thomas Carter en 1997.

## Synopsis
À San Francisco, Scott Roper (Eddie Murphy), négociateur pour les prises d'otages arrête Michael Korda (Michael Wincott), un étrange voleur de bijoux. Korda s'évade et réclame son butin contre la vie de Veronica « Ronnie » Tate (Carmen Ejogo), la compagne de Roper. Grâce à son partenaire Kevin McCall (Michael Rapaport), qu'il a eu du mal à faire accepter comme partenaire, Roper parvient à sauver son amoureuse.

## Fiche technique
- Titre : Le Flic de San Francisco
- Titre québécois : Métro
- Titre original : Metro
- Genre : policier
- Scénario : Randy Feldman
- Production : Roger Birnbaum, Riley Kathryn Ellis, Randy Feldman, Mark Lipsky, Ray Murphy Jr., George W. Perkins, Michael Waxman, pour Caravan Pictures, Roger Birnbaum Productions & Touchstone Pictures
- Musique : Steve Porcaro
- Photographie : Fred Murphy
- Cascades : coordinateur Mickey Gilbert ; caméra Shawn Lane; Kevin Bailey, LaFaye Baker, Christine Anne Baur, Simone Boisseree, Robin Lynn Bonaccorsi, Bob Brown, Brian Burrows, Rocky Capella, Paul Crawford, Judie David, Lisa Dempsey, Jeannie Epper, Joe Finnegan, Lance Gilbert, Troy Gilbert, Al Goto, Bo Greigh, Rosine 'Ace' Hatem, Bob Herron, Chuck 'Chaz' Hosack, Cynthia D. Kelley, Brad Lackey, Kevin Larson, Will Leong, Irving E. Lewis, Courtney Loo, Mike Martinez, Tim Meredith, Jeff Mosley, Meghan O'Dea, Debi Parker, Sherry Peterson, Gary Price, Rex Reddick, Roger E. Reid, David D. Renaud, Mario Roberts, Sharon Schaffer, Gary Toy, Michael S. Walter, April Weeden-Washington, Danny Wynands, Glen Yrigoyen.
- Distribution : Touchstone Pictures
- Budget : 55 Millions de dollars
- Durée : 117 min
- Pays :  États-Unis
- Langue : anglais
- Couleur : Color (Technicolor)
- Son : Dolby Digital / SDDS
- Sortie :
  -  États-Unis : 17 janvier 1997
  -  France : 2 juillet 1997

## Distribution
- Eddie Murphy (VF : Serge Faliu ; VQ : François L'Écuyer) : inspecteur Scott Roper
- Michael Wincott (VF : Michel Vigné ; VQ : Daniel Picard) : Michael Korda
- Michael Rapaport (VF : Mathias Kozlowski ; VQ : François Trudel) : Kevin McCall
- Carmen Ejogo (VF : Annie Milon ; VQ : Aline Pinsonneault) : Veronica « Ronnie » Tate
- Denis Arndt (VF : Patrick Messe ; VQ : Yvon Thiboutot) : le capitaine Frank Solis
- Art Evans (VF : Mario Santini ; VQ : Alain Clavier) : lieutenant Sam Baffett
- Paul Ben-Victor (VF : Philippe Peythieu ; VQ : Hugolin Chevrette-Landesque) : Clarence Teal
- Donal Logue (VF : Jean-François Vlérick ; VQ : Pierre Auger) : Earl
- Kim Miyori (VF : Yumi Fujimori) : détective Aiko Kimura
- James Carpenter : officier Forbes
- Jeni Chua (VQ : Hélène Mondoux) : Debbie, otage d'Earl
- Charleston Pierce : Greg Barnett
- Will Marchetti : détective Glass
- Nellie Cravens : Madame Dotson, cliente à la bijouterie
- Danny Teal : John, directeur de la bijouterie
- Ralph Peduto : Hawkins
- Nick Scoggin : le sergent Frank
- Dick Bright : le directeur de la banque
- James Cunningham : le serveur à Postrio